# Pero electra
Pero electra là một loài bướm đêm trong họ Geometridae.